# Falilat Ogunkoya
Falilat Ogunkoya, née le 12 mai 1968 à Ode Lemo, est une athlète nigériane, spécialiste du 200 m et 400 m. Elle remporte la médaille de bronze du 400 m des Jeux olympiques d'Atlanta en 1996, établissant ce jour-là le record d'Afrique de la discipline en 49 s 10.

## Biographie
Née le 12 mai 1968, Falilat Ogunkoya commence les compétitions internationales d'athlétisme lorsqu'elle est junior, à l'occasion des championnats du monde juniors 1986 à Athènes : âgée de 18 ans, elle remporte la médaille d'or du 200 m dans le temps de 23 s 11, devançant sa compatriote Mary Onyali (23 s 30), qui sera à la fois une adversaire et une coéquipière tout au long de sa carrière. Avec le relais 4 x 100 m, les deux athlètes décrochent la médaille de bronze.
L'année suivante, elle participe à sa première compétition internationale senior lors des championnats du monde de Rome où elle atteint les demi-finales du 200 m. En fin de saison, elle remporte quatre médailles aux Jeux africains de Nairobi : l'argent sur 100 m et 200 m et l'or sur les relais 4 x 100 et 4 x 400 m. Sur 200 m, elle signe par ailleurs son record personnel en 22 s 95.
En 1989, elle délaisse le 100 m au profit du 400 m, s'alignant désormais sur le demi-tour de piste et le tour de piste uniquement. Aux Championnats d'Afrique, elle est médaillée d'argent sur 200 m tandis qu'elle remporte son premier titre continental sur 400 m, réalisant son record en 51 s 22. Elle obtient un second titre au sein du relais 4 x 400 m (3 min 33 s 12). Sur 200 m, elle améliorera cette saison-là son record à 22 s 82 le 31 mai.
Après une année 1990 sans réelles performances (23 s 53 et 52 s 26), on ne retrouve Falilat Ogunkoya sur les pistes qu'en 1995, à 27 ans. Elle réalise 22 s 99 (+ 1,1 m/s) lors de l'Athletissima de Lausanne début juillet. En août, elle parvient à se qualifier pour sa première finale planétaire lors des championnats du monde de Göteborg sur 400 m et termine à la 6e place. Le 15 septembre, elle remporte la médaille d'argent des Jeux africains à Harare sur cette même distance, établissant un nouveau record personnel à 50 s 31.
En 1996, elle court 22 s 97 à Paris le 3 juin. Aux Jeux olympiques d'Atlanta, Ogunkoya arrache la médaille de bronze du 400 m dans le temps extraordinaire de 49 s 10, record d'Afrique, derrière la Française Marie-José Pérec (48 s 25, OR) et l'Australienne Cathy Freeman (48 s 63, AR). Avec le relais 4 x 400 m nigérian, elle décroche une seconde médaille olympique, cette-fois d'argent, en 3 min 21 s 04. Si sa troisième place la pousse dans l'ombre, sa performance forgera la carrière de l'athlète.
En 1997, elle court à Monaco en 49 s 48 et fait d'elle l'une des favorites pour le titre mondial à Athènes. Néanmoins, aux mondiaux, elle ne termine que 5e en 50 s 27. Sur 200 m, elle signera 22 s 97 à Bratislava le 10 juin.
1998 sera la meilleure année de la carrière de Falilat Ogunkoya. Aux championnats d'Afrique de Dakar, la Nigériane s'offre un triplé en remportant le 200 m en 22 s 22 (- 0,9 m/s), meilleur temps de sa carrière, le 400 m en 50 s 07 et le relais 4 x 400 m (3 min 31 s 07). Son cousin Seun Ogunkoya remportera lui l'épreuve du 100 m. Le 8 septembre, elle s'impose en Finale du Grand Prix IAAF à Moscou en 49 s 73 puis, quelques jours plus tard, confirme ses récents 22 s 22 en réalisant 22 s 25 pour une seconde place lors de la coupe du monde des nations à Johannesbourg. Elle remporte pour sa part le 400 m, améliorant son meilleur temps de l'année à 49 s 52.
Le 7 mars 1999, la Nigériane devient vice-championne du monde en salle à Maebashi sur 400 m en 51 s 25, derrière l'Allemande Grit Breuer. En plein air, elle réalise 49 s 62 à domicile à Lagos, mais ne remporte toujours pas de médaille en championnats du monde, terminant au pied du podium des mondiaux de Séville (50 s 03). Aux Jeux africains, elle remporte deux nouveaux titres, sur 400 m (50 s 02) et 4 x 400 m (3 min 29 s 22).
En 2000, elle établit son meilleur temps de l'année très tôt dans la saison, en mai à Osaka, en 50 s 04. Aux Jeux olympiques de Sydney, elle participe à sa seconde finale olympique où elle se classe 7e en 50 s 12. Elle finira la saison par une seconde place en Finale du Grand Prix IAAF à Doha (50 s 61).
En 2001, elle court en 50 s 50 en demi-finale des championnats du monde d'Edmonton et rejoint sa quatrième finale mondiale consécutive, mais ne termine pas sa course. Ce sera sa dernière apparition internationale. En 2002, et 2003, elle n'apparaît que très peu de fois et signera respectivement ces deux années 53 s 65 et 53 s 83. Elle met un terme à sa carrière à l'issue de cette année pré-olympique. 

## Vie privée
Elle est la cousine du sprinteur Seun Ogunkoya, champion d'Afrique en 1998, comme Falilat. 
Elle est la nièce de Adegboyega Folaranmi Adedoyin (1922 - 2014), 12e du saut en hauteur et 5e du saut en longueur des Jeux olympiques de 1948.

## Palmarès
| Date | Compétition                    | Lieu          | Résultat | Épreuve   | Temps         |
| ---- | ------------------------------ | ------------- | -------- | --------- | ------------- |
| 1986 | Championnats du monde juniors  | Athènes       | 1re      | 200 m     | 23 s 11       |
| 1986 | Championnats du monde juniors  | Athènes       | 3e       | 4 x 100 m | 44 s 13       |
| 1987 | Championnats du monde          | Rome          | sf       | 200 m     | 23 s 71       |
| 1987 | Jeux africains                 | Nairobi       | 2e       | 100 m     | 11 s 43       |
| 1987 | Jeux africains                 | Nairobi       | 2e       | 200 m     | 22 s 95       |
| 1987 | Jeux africains                 | Nairobi       | 1re      | 4 x 400 m | 3 min 27 s 08 |
| 1988 | Championnats d'Afrique         | Annaba        | 2e       | 100 m     | 11 s 51       |
| 1988 | Championnats d'Afrique         | Annaba        | 1re      | 200 m     | 23 s 33       |
| 1989 | Championnats d'Afrique         | Lagos         | 2e       | 200 m     | 23 s 74       |
| 1989 | Championnats d'Afrique         | Lagos         | 1re      | 400 m     | 51 s 22       |
| 1989 | Championnats d'Afrique         | Lagos         | 1re      | 4 x 400 m | 3 min 33 s 12 |
| 1995 | Championnats du monde          | Göteborg      | 6e       | 400 m     | 50 s 77       |
| 1995 | Championnats du monde          | Göteborg      | 6e       | 4 x 400 m | 3 min 27 s 85 |
| 1995 | Jeux africains                 | Harare        | 2e       | 400 m     | 50 s 31       |
| 1996 | Jeux olympiques                | Atlanta       | 3e       | 400 m     | 49 s 10       |
| 1996 | Jeux olympiques                | Atlanta       | 2e       | 4 x 400 m | 3 min 21 s 04 |
| 1996 | Finale du Grand Prix IAAF      | Milan         | 2e       | 400 m     | 49 s 73       |
| 1997 | Championnats du monde          | Athènes       | 5e       | 400 m     | 50 s 27       |
| 1997 | Championnats du monde          | Athènes       | 7e       | 4 x 400 m | 3 min 30 s 04 |
| 1998 | Championnats d'Afrique         | Dakar         | 1re      | 200 m     | 22 s 22       |
| 1998 | Championnats d'Afrique         | Dakar         | 1re      | 400 m     | 50 s 07       |
| 1998 | Championnats d'Afrique         | Dakar         | 1re      | 4 x 400 m | 3 min 31 s 07 |
| 1998 | Finale du Grand Prix IAAF      | Moscou        | 1re      | 400 m     | 49 s 73       |
| 1998 | Coupe du monde des nations     | Johannesbourg | 2e       | 200 m     | 22 s 25       |
| 1998 | Coupe du monde des nations     | Johannesbourg | 1re      | 400 m     | 49 s 52       |
| 1998 | Coupe du monde des nations     | Johannesbourg | 7e       | 4 x 400 m | 3 min 35 s 28 |
| 1999 | Championnats du monde en salle | Maebashi      | 2e       | 400 m     | 51 s 25       |
| 1999 | Championnats du monde          | Séville       | 4e       | 400 m     | 50 s 03       |
| 1999 | Jeux africains                 | Nairobi       | 1re      | 400 m     | 50 s 02       |
| 1999 | Jeux africains                 | Nairobi       | 1re      | 4 x 400 m | 3 min 29 s 22 |
| 2000 | Jeux olympiques                | Sydney        | 7e       | 400 m     | 50 s 12       |
| 2000 | Jeux olympiques                | Sydney        | 4e       | 4 x 400 m | 3 min 23 s 80 |
| 2000 | Finale du Grand Prix IAAF      | Doha          | 2e       | 400 m     | 50 s 61       |
| 2001 | Championnats du monde          | Edmonton      | finale   | 400 m     | DNF           |

## Records
| Épreuve | Épreuve   | Performance  | Lieu     | Date            |
| ------- | --------- | ------------ | -------- | --------------- |
| 100 m   | Plein air | 11 s 19      | Bauchi   | 30 juin 1988    |
| 200 m   | Plein air | 22 s 22      | Dakar    | 22 août 1998    |
| 200 m   | En salle  | 23 s 38      | Liévin   | 21 février 1999 |
| 400 m   | Plein air | 49 s 10 (AR) | Atlanta  | 29 juillet 1996 |
| 400 m   | En salle  | 51 s 25      | Maebashi | 7 mars 1999     |